# Pēteris Blaus
Pēteris Blaus (ur. 23 sierpnia 1900 w guberni inflanckiej, zm. 6 stycznia 1971 w Rydze) – łotewski dziennikarz i polityk.

## Życiorys
Od czerwca 1919 do sierpnia 1921 studiował na Wydziale Architektury Uniwersytetu Łotewskiego, służył w łotewskiej armii, był redaktorem pism "Atpūtas Brīžiem" i "Mājas Draugs", 1930-1937 pracował w redakcji gazety "Jaunākās Ziņas", której następnie został redaktorem odpowiedzialnym. Od 20 czerwca do 21 lipca 1940 był ministrem ds. kontaktu ze społecznością Łotewskiej SRR, od 21 lipca 1940 do stycznia 1943 sekretarzem Sejmu Ludowego Łotwy/Prezydium Rady Najwyższej Łotewskiej SRR, w 1940 przyjęto go do WKP(b). W 1943 został aresztowany, 15 maja 1945 skazany na 15 lat pozbawienia wolności, w maju 1955 wypuszczony, później pracował jako korespondent gazety i w państwowym radiu Łotewskiej SRR, a 1957-1959 przewodniczący Łotewskiego Republikańskiego Związku Dziennikarzy. Był odznaczony dwoma Orderami Trzech Gwiazd i Krzyżem Zasługi Obrońców.